# Isabel Benjumea Benjumea
Isabel Benjumea Benjumea (Madrid, 1982) és una empresària, activista i política espanyola del Partit Popular.
Nascuda el 1982 a Madrid, la menor de 6 germans, és filla de Blanca Benjumea Llorente i de Rafael Benjumea Cabeza de Vaca; els seus avis paterns eren els condes de Guadalhorce, mentre que el seu avi matern, i marquès de Puebla de Cazalla, Javier Benjumea Puigcerver, va ser fundador d'Abengoa.
Es va llicenciar en dret per la Universitat Pontifícia Comillas.
Becària per un temps en FAES, va muntar el 2010 l'agència «Greatness», dedicada al lloguer de castells. Promotora i directora del think-tank ultraconservador conegut como Xarxa Floridablanca (autodefinida com a «liberal-conservadora»), es va mostrar molt crítica amb la línia política del Partit Popular (PP) traçada per Mariano Rajoy. Al desembre de 2018 es va anunciar la seva incorporació al gabinet de Pablo Casado, com a assessora adjunta a les ordres de Javier Fernández-Lasquetty.
Candidata al número 10 de la llista del PP a les eleccions al Parlament Europeu de maig de 2019 a Espanya, va resultar elegida eurodiputada.